# Liste der Feuerwehren im Bereich Leoben

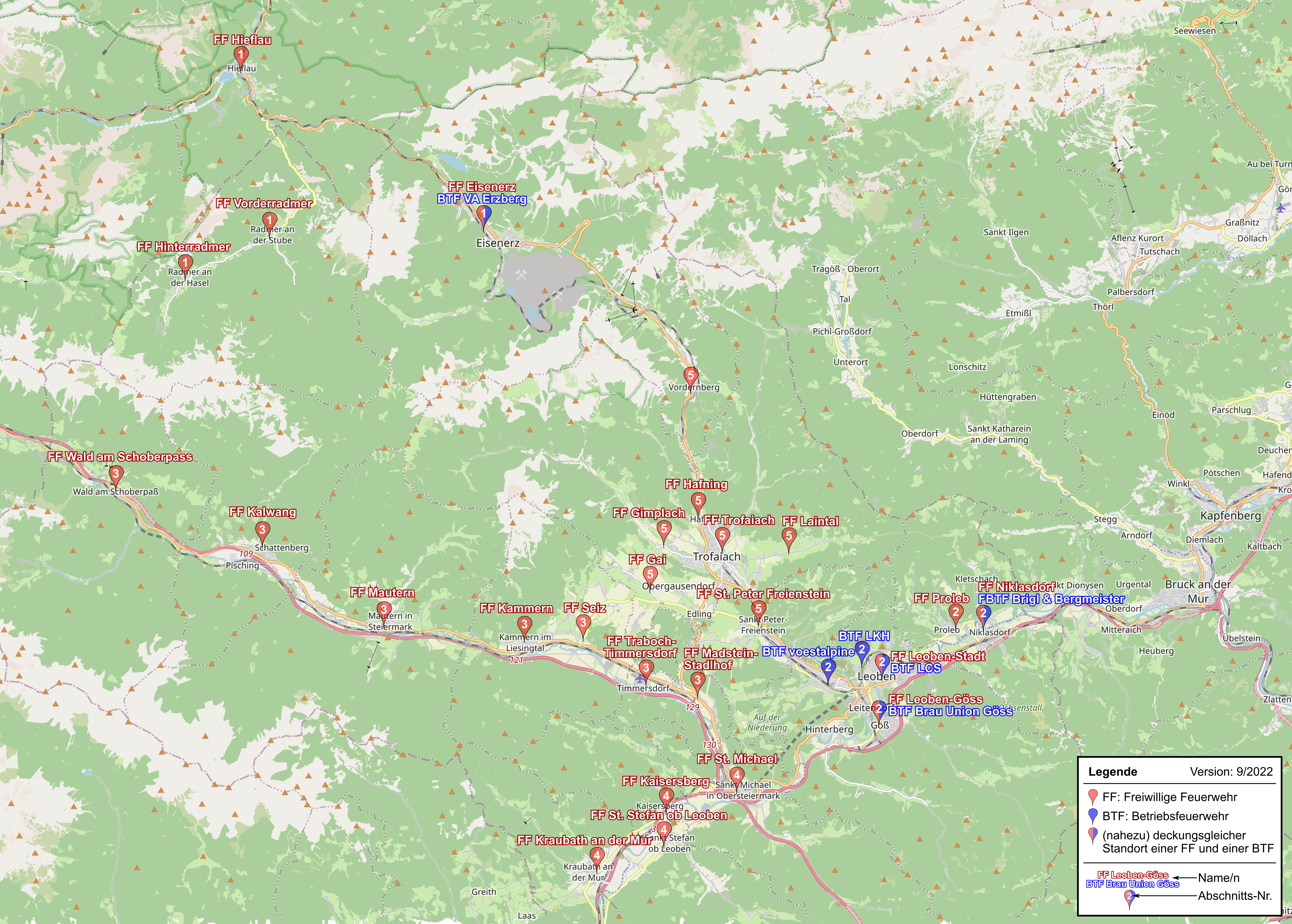
Karte der Wehren im Bereich Leoben

Die Stadt-, Gemeinde- und Betriebsfeuerwehren im Bereich Leoben sind im Bereichsfeuerwehrverband Leoben mit Sitz in Sankt Michael in Obersteiermark organisiert. 

## Florian Leoben

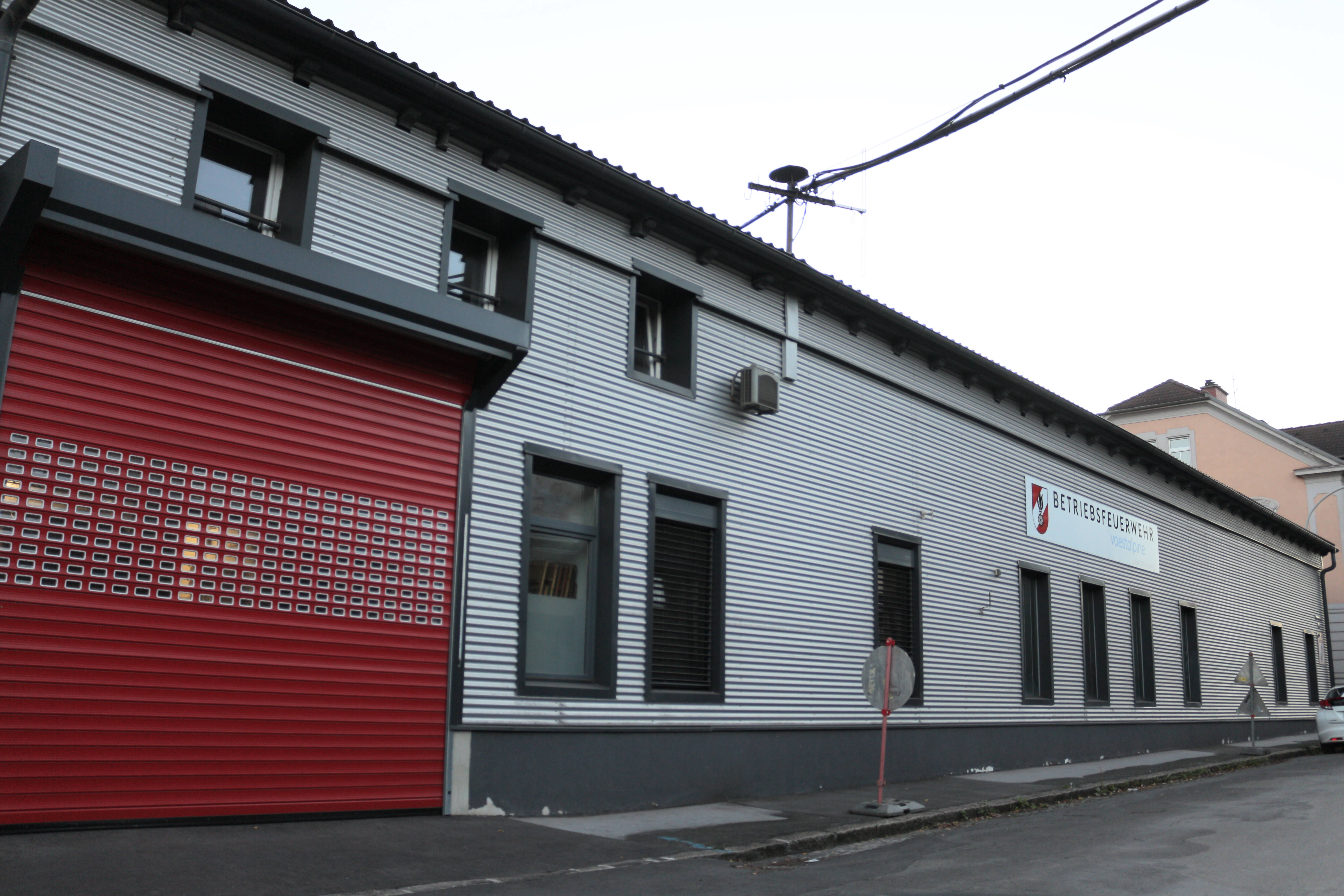
Bereichsleitzentrale in Leoben-Donawitz

Die Bereichsleitzentrale Florian Leoben befindet sich bei der Betriebsfeuerwehr der voestalpine Stahl Donawitz in Leoben und ist seit 2013 an die Landesleitzentrale Florian Steiermark in Lebring-Sankt Margarethen angegliedert. Zwischen den beiden Zentralen sind folgende Anschaltzeiten vereinbart: Florian Leoben von 6:30–21:45 Uhr, Florian Steiermark von 21:45–6:30 Uhr.

## Abschnitte
Der Bereichsfeuerwehrverband Leoben ist in fünf Abschnitte gegliedert:
- Abschnitt 1 – Eisenerz mit Abschnittskommandant: Arnold Neuhauser[2]
- Abschnitt 2 – Leoben mit Abschnittskommandant Werner Schmidt[3]
- Abschnitt 3 – Mautern mit Abschnittskommandant Hans-Peter Moder[4]
- Abschnitt 4 – St. Michael mit Abschnittskommandant Herbert Edlinger[5]
- Abschnitt 5 – Trofaiach mit Abschnittskommandant Alexander Siegmund[6]

## Liste der Wehren
Im Bereich Leoben bestehen folgende Feuerwehren:
| Abschnitts-Nr. | Name                                                         | Standort                                                 | Website                                                 | Bild |
| -------------- | ------------------------------------------------------------ | -------------------------------------------------------- | ------------------------------------------------------- | ---- |
| 2              | Betriebsfeuerwehr Brau Union Göss                            | Brauerei Göss, Leoben                                    |                                                         |      |
| 2              | Betriebsfeuerwehr Leoben City Shopping                       | Leoben City Shopping                                     |                                                         |      |
| 2              | Betriebsfeuerwehr LKH Hochsteiermark Leoben                  | LKH Hochsteiermark – Standort Leoben                     |                                                         |      |
| 2              | Betriebsfeuerwehr voestalpine Stahl Donawitz                 | Pestalozzistraße 117, 8700 Leoben-Donawitz               | http://www.btf-donawitz.at/                             |      |
| 2              | Freiwillige Betriebsfeuerwehr Brigl & Bergmeister Niklasdorf | Niklasdorf                                               |                                                         |      |
| 1              | Freiwillige Betriebsfeuerwehr VA Erzberg                     | Hieflauer Straße 18, 8790 Eisenerz                       | –                                                       |      |
| 1              | Freiwillige Feuerwehr Eisenerz                               | Hieflauer Straße 18, 8790 Eisenerz                       | https://ff-eisenerz.at/                                 |      |
| 5              | Freiwillige Feuerwehr Gai                                    | Töllach 5, 8793 Trofaiach-Gai                            | http://www.ff-gai.at/                                   |      |
| 5              | Freiwillige Feuerwehr Gimplach                               | Gimplach 40, 8793 Trofaiach-Gai                          | http://www.ff-gimplach.at/                              |      |
| 5              | Freiwillige Feuerwehr Hafning                                | Schwabergweg 3, 8793 Trofaiach-Hafning                   | http://www.ff-hafning.net                               |      |
| 1              | Freiwillige Feuerwehr Hieflau                                | Hauptstraße 13, 8920 Hieflau                             | https://www.ff-hieflau.net/                             |      |
| 1              | Freiwillige Feuerwehr Hinterradmer                           | Radmer an der Hasel 20a, 8795 Radmer                     | https://www.radmer.at/index.php/vereine/ff-hinterradmer |      |
| 4              | Freiwillige Feuerwehr Kaisersberg                            | Kaisersbergstraße 12, 8713 St. Stefan ob Leoben          | https://ffkaisersberg.at/                               |      |
| 3              | Freiwillige Feuerwehr Kalwang                                | Kalwang 30a, 8775 Kalwang                                |                                                         |      |
| 3              | Freiwillige Feuerwehr Kammern im Liesingtal                  | Hauptstraße 60, 8773 Kammern im Liesingtal               | http://www.ff-kammern.at/                               |      |
| 4              | Freiwillige Feuerwehr Kraubath an der Mur                    | Florianistraße 1, 8714 Kraubath an der Mur               | https://www.ff-kraubath.at/                             |      |
| 5              | Freiwillige Feuerwehr Laintal                                | Laintal 77, 8793 Trofaiach                               | http://www.ff-laintal.at/                               |      |
| 2              | Freiwillige Feuerwehr Leoben-Göss                            | Brauhausgasse 3, 8700 Leoben-Göss                        | http://www.ff-goess.at/                                 |      |
| 2              | Freiwillige Feuerwehr Leoben-Stadt                           | Mühltaler Straße 17, 8700 Leoben                         | https://www.stadtfeuerwehr.com/                         |      |
| 3              | Freiwillige Feuerwehr Madstein-Stadlhof                      | Gewerbepark Stadlhof 2, 8772 Traboch                     | http://www.ff-madstein-stadlhof.at/                     |      |
| 3              | Freiwillige Feuerwehr Mautern                                | Klostergasse 10, 8774 Mautern                            | http://www.feuerwehr-mautern.at/                        |      |
| 2              | Freiwillige Feuerwehr Niklasdorf                             | Fabrikstraße 12, 8712 Niklasdorf                         | –                                                       |      |
| 2              | Freiwillige Feuerwehr Proleb                                 | Florianisiedlung 10, 8712 Proleb                         | http://www.ffw.proleb.net/                              |      |
| 4              | Freiwillige Feuerwehr St. Michael                            | Raiffeisenstraße 40a, 8770 St. Michael in Obersteiermark | http://www.ffstmichael.at/                              |      |
| 5              | Freiwillige Feuerwehr St. Peter Freienstein                  | Schulstraße 10, 8792 St. Peter Freienstein               | http://www.ff-st-peter.at/                              |      |
| 3              | Freiwillige Feuerwehr Seiz                                   | St.-Ulrich-Straße 1, 8773 Seiz                           | https://www.ff-seiz.at/                                 |      |
| 4              | Freiwillige Feuerwehr St. Stefan ob Leoben                   | Florianiplatz 3, 8713 St. Stefan ob Leoben               | http://www.ff-ststefan.at/                              |      |
| 3              | Freiwillige Feuerwehr Traboch-Timmersdorf                    | Flugplatzweg 10, 8772 Timmersdorf                        | http://www.feuerwehr-traboch.at/                        |      |
| 5              | Freiwillige Feuerwehr Trofaiach                              | Roßmarkt 10, 8793 Trofaiach                              | https://www.feuerwehr-trofaiach.at/                     |      |
| 5              | Freiwillige Feuerwehr Vordernberg                            | Hauptstraße 108a, 8794 Vordernberg                       | http://www.ff-vordernberg.at/                           |      |
| 1              | Freiwillige Feuerwehr Vorderradmer                           |                                                          |                                                         |      |
| 3              | Freiwillige Feuerwehr Wald am Schoberpass                    | 8781 Wald am Schoberpass 61a                             | https://www.schoberpass.at/feuerwehr/                   |      |